# Стрибки з трампліна на зимових Олімпійських іграх 2022 — змішані команди
Змагання зі стрибків з нормального трампліна серед змішаних команд на зимових Олімпійських іграх 2022 відбулися 7 лютого в Національному центрі стрибків з трампліна в Чжанцзякоу (Китай).
Німеччина виграла в цій дисципліні Чемпіонат світу 2021 року, а Норвегія і Австрія вибороли, відповідно, срібні та бронзові нагороди. В рамках Кубка світу 2021–2022 відбулися тільки одні змагання змішаних команд, і на них перемогла Словенія, а 2-ге і 3-тє місця посіли, відповідно, Норвегія та Австрія.

## Результати
| Місце | Bib                    | Країна                                                                              | 1-й раунд              | 1-й раунд                     | 1-й раунд | Фінальний раунд       | Фінальний раунд               | Фінальний раунд | Загалом    |
| Місце | Bib                    | Країна                                                                              | Відстань (м)           | Бали                          | Місце     | Відстань (м)          | Бали                          | Місце           | Бали       |
| ----- | ---------------------- | ----------------------------------------------------------------------------------- | ---------------------- | ----------------------------- | --------- | --------------------- | ----------------------------- | --------------- | ---------- |
| 1     | 9 9–1 9–2 9–3 9–4      | Словенія · Ніка Крижнар · Тімі Зайц · Урша Богатай · Петер Превц                    | 101.0 97.5 106.0 101.5 | 506.4 126.6 120.4 133.1 126.3 | 1         | 99.5 100.0 101.5      | 495.1 121.5 123.0 124.3 126.3 | 1               | 1001.5     |
| 2     | 4 4–1 4–2 4–3 4–4      | Олімпійський комітет Росії Ірма Махиня Данило Садрєєв Ірина Аввакумова Євген Климов | 86.0 99.5 92.0 100.5   | 448.8 92.4 124.1 105.8 126.5  | 3         | 81.5 100.5 91.5 103.0 | 441.5 81.4 125.8 103.7 130.6  | 4               | 890.3      |
| 3     | 2 2–1 2–2 2–3 2–4      | Канада · Александрія Лутітт · Меттью Соукуп · Ебіґейл Стрейт · Маккензі Бойд-Клаус  | 84.0 87.0 93.5 101.5   | 415.4 87.6 94.1 108.3 125.4   | 4         | 90.0 89.0 91.5 101.5  | 429.2 101.4 97.1 102.6 128.1  | 5               | 844.6      |
| 4     | 6 6–1 6–2 6–3 6–4      | Японія · Сара Таканасі · Юкія Сато · Юкі Іто · Рьою Кобаясі                         | DSQ 99.5 93.0 102.5    | 359.9 0.0 122.9 106.9 130.1   | 8         | 98.5 100.5 88.0 106.0 | 476.4 118.9 122.7 97.3 137.5  | 2               | 836.3      |
| 5     | 10 10–1 10–2 10–3 10–4 | Австрія · Даніела Ірашко-Штольц · Штефан Крафт · Ліза Едер · Мануель Феттнер        | DSQ 102.0 96.0 101.0   | 370.7 0.0 130.2 113.1 127.4   | 6         | 84.0 102.0 90.5 102.0 | 447.3 86.4 131.2 101.8 127.9  | 3               | 818.0      |
| 6     | 5 5–1 5–2 5–3 5–4      | Польща · Ніколь Кондерла · Давід Кубацький · Кінга Райда · Каміль Стох              | 75.5 96.0 80.5 99.5    | 386.1 67.8 114.6 78.4 125.3   | 5         | 72.5 101.0 73.5 102.5 | 377.1 61.3 123.6 61.4 130.8   | 6               | 763.2      |
| 7     | 3 3–1 3–2 3–3 3–4      | Чехія · Клара Ульріхова · Честмир Кожішек · Кароліна Індрачкова · Роман Коуделька   | 78.5 91.0 78.0 93.0    | 362.5 76.2 104.5 74.3 107.5   | 7         | 73.5 92.5 83.0 92.5   | 360.3 61.5 106.8 84.5 107.5   | 7               | 722.8      |
| 8     | 7 7–1 7–2 7–3 7–4      | Норвегія · Анна Удіне Стрем · Роберт Юганссон · Сільє Опсет · Маріус Ліндвік        | 92.0 99.5 91.0 102.5   | 457.4 104.5 123.2 101.4 128.3 | 2         | DSQ 100.5 DSQ 100.5   | 250.5 0.0 124.9 0.0 125.6     | 8               | 707.9      |
| 9     | 8 8–1 8–2 8–3 8–4      | Німеччина · Селіна Фрайтаґ · Константін Шмід · Катаріна Альтгаус · Карл Гайгер      | 88.0 101.0 DSQ 101.5   | 350.9 95.4 127.7 0.0 127.8    | 9         | Не пройшли            | Не пройшли                    | Не пройшли      | Не пройшли |
| 10    | 1 1–1 1–2 1–3 1–4      | Китай · Дун Бін · Сун Ціу · Пен Цин'юе · Чжао Цзявень                               | 76.0 71.5 65.0 74.0    | 229.8 69.4 57.7 42.0 60.7     | 10        | Не пройшли            | Не пройшли                    | Не пройшли      | Не пройшли |